# Zawór odcinający
Zawór odcinający – zawór odpowiadający za zablokowanie instalacji technologicznej na wypadek awarii.
Pełni ważną rolę w systemie bezpieczeństwa ESD.
Może to być zawór:
- regulacyjny
- kulowy
- przepustnica